# Schrottmops
Schrottmops bzw. Schrottmöpse heißen die zu Rollen aufgewickelten länglichen und schmalen Schnittreste, die im Kaltwalzverfahren beim Walzen von Stahlbändern (Coils) durch das Abschneiden unregelmäßiger Ränder entstehen. Die Materialstärke liegt zwischen 3 und 8 mm. Diese Reste aus dem sog. Saumschrott werden durch Schrotthaspeln zu Rollen aufgewickelt, die in ihrer Unregelmäßigkeit optisch ein wenig an das „Konstruktionsprinzip“ von Rollmöpsen erinnern. Daraus entstand die Bezeichnung Schrottmops. Der Begriff wird von den Herstellern der Schrotthaspeln auch vereinzelt für die Maschine selbst verwendet.